# Federación de Centros de Estudiantes de la Universidad de Chile
La Federación de Centros de Estudiantes de la Universidad de Chile (Fecech), fue la organización estudiantil oficial de la Universidad de Chile entre 1978 y 1984, en reemplazo de la Federación de Estudiantes de la Universidad de Chile (FECh), clausurada con posterioridad al golpe de Estado del 11 de septiembre de 1973. 
Su institucionalidad funcionaba por medio de los Centros de alumnos oficiales o autorizados por los decanos, sin elecciones directas y controladas por la rectoría de la Universidad de Chile y la dictadura militar. Su presidente más importante fue el político de la Unión Demócrata Independiente Pablo Longueira.

## Historia
La Fecech fue creada el 29 de septiembre de 1978 bajo el mandato de los rectores militares delegados. Su primer presidente fue Erich Spencer Ruff, y su primer vicepresidente Patricio Melero Abaroa.
Pese a contar con el apoyo central, después de 1981 se produce la conformación de centros de alumnos democráticos paralelos a la estructura oficial. Al mismo tiempo, se funda, a partir de la Agrupación Folckórica Universitaria (AFU), la Agrupación Cultural Universitaria (ACU, 1978) que organiza actividades culturales fuera de las estructuras oficiales de la Fecech.
La orgánica de la ACU destacó por ser quimérica y desmontable. Siendo su unidad básica de funcionamiento los talleres artísticos, instancias generadas por estudiantes de diferentes facultades para encontrarse en torno a la realización de actividades culturales. A su vez, los talleres eran organizados en las "ramas artísticas", instancia superior de organización que dividía los talleres en áreas temáticas: Letras, Teatro, Música y Plástica. 
A través de esta orgánica, la ACU comenzó a llenar la universidad de instancias culturales en todos los campus. Destacando actividades como la famosa exposición de los "Grabados del Exilio" donde destacados artistas como José Balmes donaron obras para la muestra gestionada por la Rama de Plástica, o también los festivales de teatro universitario, donde vieron la vida obras como "Psst", "Lily yo te quiero" y "Baño a baño". 
De esta manera la Agrupación Cultural Universitaria congregaba y movilizaba a una gran cantidad de estudiantes que, en periodo dictatorial, con muchas ansias y también miedo, generaban instancias donde se encontraban, perdiendo progresivamente el miedo a organizar actividades, primero artísticas, y luego, muy paulatinamente, políticas. 
Es así como a principios de los años 1980, la ACU comienza a desplegar un discurso políticamente posicionado y crítico contra la dictadura y todo lo que la representa dentro de la universidad. Testigo de esta situación fueron las editoriales de las últimas "Ciruelas", la principal publicación que generó la ACU, las cuales, en más de una ocasión criticó el culto a la estética estadounidense que la revista "Amancay" -publicación principal de la FECECH" propagaba con cada número que publicaban, en desmedro de la cultura nacional que la ACU reivindicaba.
Caminando entre la muerte natural por un decaimiento y la estocada final que la dictadura propinó a la resistencia universitaria a través de la Ley General de Universidades de 1981, la Agrupación Cultural Universitaria, la misma que logró reunir a más de 6000 personas en su Cuarto Festival del Cantar Universitario realizado en el Teatro Caupolicán, terminó finalmente por perecer sin antes dejar clara su postura en contra de la FECECH, la Dictadura y todo lo que significaba la contrarreforma universitaria. 
Los centros de alumnos democráticos poco a poco en un comienzo, y rápidamente después de 1983, copan y desplazan a la estructura oficialista y se refunda la Federación de Estudiantes de la Universidad de Chile que había sido reemplazada por la Fecech. El 9 de junio de 1984, ante la situación de facto, la Fecech se autodisolvió.

## Presidentes
- Erich Spencer Ruff (1978-1979)[2]
- Eduardo Silva (1979-1980)[6]
- Ricardo Bravo (1980-1981)[7]
- Pablo Longueira (1981-1982)[1]
- Manuel Sepúlveda (1982-1983)
- Flavio Angelini Macrobio (1983-1984)